# 3733 Yoshitomo
A 3733 Yoshitomo (ideiglenes jelöléssel 1985 AF) a Naprendszer kisbolygóövében található aszteroida. Szuzuki Kenzó és Urata Takesi fedezte fel 1985. január 15-én.